# IC 1393
IC 1393 ist eine linsenförmige Galaxie vom Hubble-Typ S0 im Sternbild Steinbock auf der Ekliptik. Sie ist schätzungsweise 443 Millionen Lichtjahre von der Milchstraße entfernt. 
Das Objekt wurde am 16. Oktober 1887 von Ormond Stone entdeckt.